# Marhasi

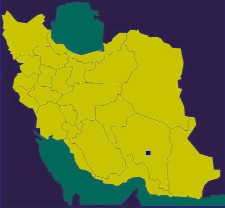
De Jiroftvallei van Iran, mogelijke locatie van Marhasi

Marhasi (Sumerisch) of Parahshum (Akkadisch) is een landstreek die herhaaldelijk genoemd wordt in Mesopotamische teksten van de Sumerische tot de Oud-Babylonische tijd (ca. 2500 - 1700 v.Chr.). Het wordt genoemd als een van de belangrijkste buurlanden van de Sumerische en Akkadische vorsten. De precieze ligging ervan is echter nog steeds een omstreden zaak.

Koning Lugal-ané-mundu van Adab die volgens de Sumerische koningslijsten rond 2490-2400 v.Chr. over Sumer heerste beweert dat er gezanten van Marhasi hem schatting kwamen brengen en dat hij zelf zijn intrede in deze "geliefde stad" maakte. Het document dat dit vermeldt is echter een veel latere kopie (1711/1634 v.Chr.) Er is ook bekend dat Rimuš van Akkad Marhasi veroverd heeft en dat Shulgi van Ur III zijn dochter aan een vorst van Marhasi uithuwelijkte. Daaruit blijkt wel dat het een belangrijk vorstendom geweest moet zijn. Het land leverde honden, schapen, beren, apen, olifanten en zeboes en teksten plaatsen het voorbij Elam en naast Meluhha. De namen van de Marhasiërs zijn vaak Elamitisch. Dat alles zou duiden op het zuidoosten van het huidige Iran of het huidige Baloetsjistan in Pakistan. Echter ook Centraal-Azië is wel voorgesteld.
Archeologisch onderzoek in Mathoutabad en Konal Sandal in de Jiroft-vallei in de Iraanse provincie Kerman in de vroege jaren 2010 lijkt bevestiging te geven van een vroeg-Elamitische aanwezigheid. Er worden veel kommen aangetroffen van het mineraal chloriet dat mogelijk te identificeren is met het mineraal duh-shi-a waar Marhasi om bekendstond. Er zijn ook teksten aangetroffen die geschreven zijn in een tot dusver onbekend schrift.